# Bréville (Charente)
Pour les articles homonymes, voir Bréville.
Bréville est une commune du Sud-Ouest de la France située dans le département de la Charente (région Nouvelle-Aquitaine).
Petite commune rurale et viticole, située au nord de Cognac dont elle retire un avantage par sa proximité géographique, Bréville se transforme progressivement en une commune résidentielle recherchée.
Ses habitants sont appelés les Brévillois et les Brévilloises.

## Géographie

### Localisation et accès
Bréville est une commune rurale située à l'ouest de la Charente dans le canton de Cognac-Nord, limitrophe de la Charente-Maritime.
Cette petite commune rurale est située à 13 kilomètres au nord de Cognac et se transforme de plus en commune résidentielle, appartenant d'ailleurs à l'aire urbaine de Cognac.
Elle est aussi à 36 km d'Angoulême, 16 km de Rouillac, 15 km de Jarnac, 9 km de Matha.
À l'écart des grandes voies de circulation, la D 48 la relie à Cognac, la D 22 va au sud-est vers Jarnac par Sainte-Sévère. La D 188 traverse le sud-ouest de la commune. De nombreuses routes communales sillonnent la commune et relient les hameaux.
La gare la plus proche est celle de Cognac, desservie par des TER à destination d'Angoulême, Saintes et Royan.

### Hameaux et lieux-dits
Héritant d'une économie agricole anciennement ancrée où la viticulture y occupe une place de choix, la commune possède les caractéristiques d'un habitat particulièrement dispersé typique des Charentes et du Sud-Ouest.
Ainsi, outre le chef-lieu de commune de Bréville, les hameaux de la Voûte, la Cabane, la Forêt, la Coudre sont parmi les plus importants de ce finage communal dont la superficie de 1 539 hectares en fait une commune assez étendue en Charente.

### Communes limitrophes
| Sonnac (Charente-Maritime) | Brie-sous-Matha (Charente-Maritime) | Ballans (Charente-Maritime) |
| Mons (Charente-Maritime)   | Bréville                            |                             |
| Val-de-Cognac              |                                     | Sainte-Sévère               |

### Géologie et relief
Comme toute cette partie de la rive droite de la Charente dans laquelle se situe le territoire de Bréville, la commune a des assises géologiques relevant du  Tithonien, anciennement nommé étage Portlandien, et présente des affleurements de marnes et d'argiles. La commune est entièrement située dans la vaste plaine du Pays bas, ancienne zone lagunaire du Purbeckien (fin du Jurassique, mordant sur le Crétacé inférieur, étage Berriasien), riche en gypse. Des alluvions datant du Quaternaire occupent une petite zone centrale de la commune, au sud et à l'ouest du bourg,,.
Le point culminant de la commune est à une altitude de 32 m, situé au nord-est près de la Pierrière. Le point le plus bas est à 16 m, situé sur la Soloire en limite sud. Le bourg est à 23 m d'altitude.

### Hydrographie

#### Réseau hydrographique
La commune est située dans le bassin versant de la Charente au sein  du Bassin Adour-Garonne. Elle est drainée par la Soloire, le ruisseau du Capitaine, un bras de la Soloire, la Sonnoire, le Beau Palet, le Ru, le ruisseau le Veyron et par un petit cours d'eau, qui constituent un réseau hydrographique de 12 km de longueur totale,.
La Soloire (appelée Sonnoire en Charente-Maritime) traverse la commune, parcourant la vaste dépression du Pays bas comme l'Antenne. D'une longueur totale de 34,9 km, prend sa source en Charente-Maritime,dans la commune de Mosnac, et se jette  dans la Charente à Châteaubernard, après avoir traversé 13 communes.
Au bourg la Soloire reçoit le Ru venant de Brie-sous-Matha et la Rouzille venant de Thors. La Soloire est à sec en été au sud du bourg sur la commune. D'autres ruisseaux intermittents traversent la commune, comme le ruisseau du Capitaine à l'ouest, et le Beau Palet, affluents de la Soloire, et le Veyron en limite nord-ouest, affluent de l'Antenne.

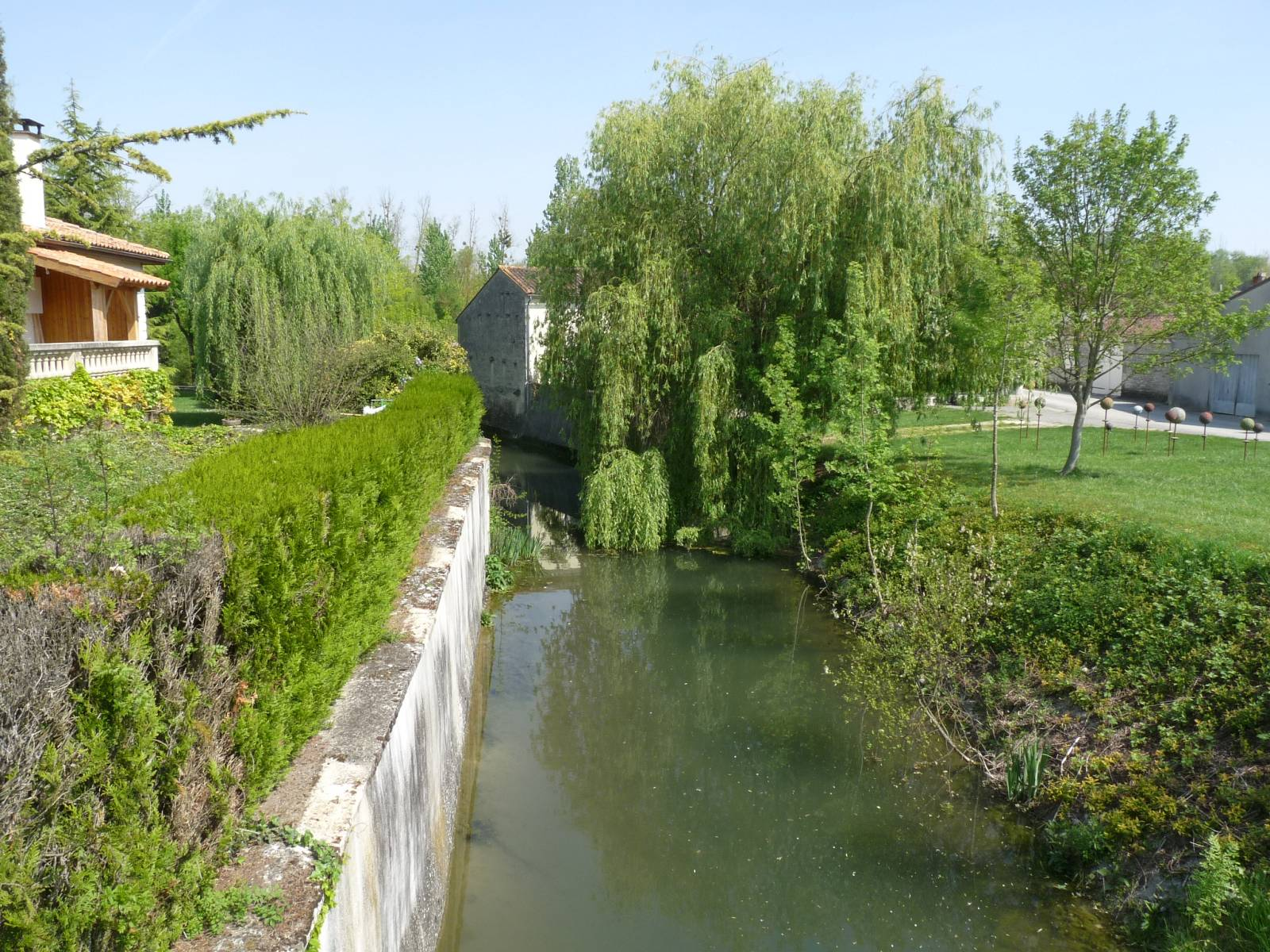
La Soloire au bourg.
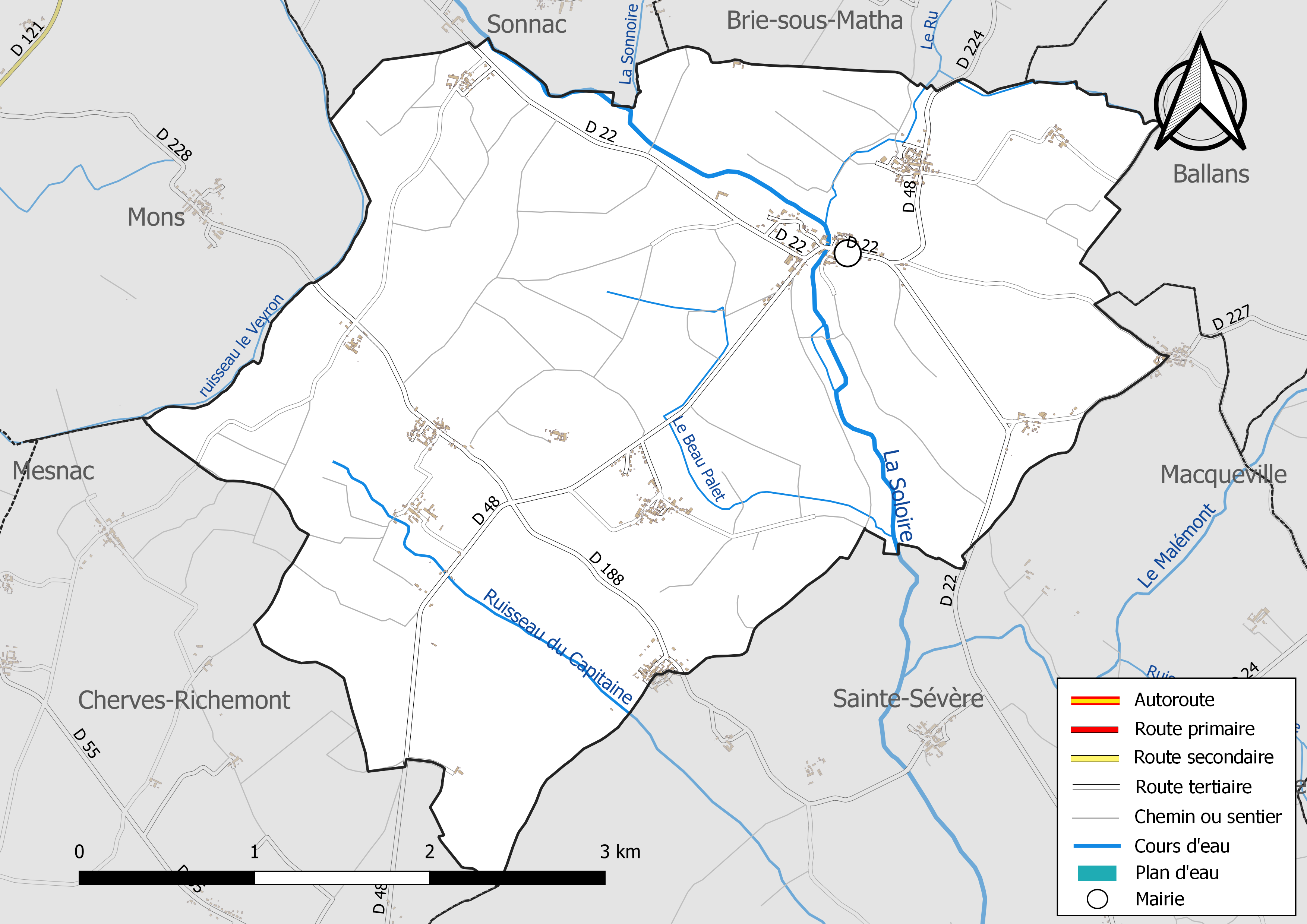
Réseaux hydrographique et routier de Bréville

#### Gestion des cours d'eau
Le territoire communal est couvert par le schéma d'aménagement et de gestion des eaux (SAGE) « Charente ». Ce document de planification, dont le territoire correspond au bassin de la Charente, d'une superficie de 9 300 km2, a été approuvé le 19 novembre 2019. La structure porteuse de l'élaboration et de la mise en œuvre est l'établissement public territorial de bassin Charente. Il définit sur son territoire les objectifs généraux d’utilisation, de mise en valeur et de protection quantitative et qualitative des ressources en eau superficielle et souterraine, en respect des objectifs de qualité définis dans le troisième SDAGE  du Bassin Adour-Garonne qui couvre la période 2022-2027, approuvé le 10 mars 2022.

### Climat
Comme dans les trois quarts sud et ouest du département, le climat est océanique aquitain.

## Toponymie
Les formes anciennes sont Berovilla en 1220, Brevilla (non daté).
Selon les toponymistes, il s'agit d'une formation toponymique médiévale en -ville, au sens ancien de « domaine rural », dont le premier élément Bré- représente un nom de personne selon le cas général.
Albert Dauzat propose le nom de personne germanique *Bladher, incompatible avec la forme Berovilla de 1220, qu’il ne connaît pas. D'après cette même forme, le premier élément Bré- résulte de l'évolution phonétique de Bero-. Bero est un nom de personne germanique fréquemment attesté, hypocoristique des noms commençant par Bern- et que l'on retrouve dans certains Berville, d'où le sens global de « domaine de Bero »,. Ernest Nègre n'associe pourtant pas ce Bréville aux Bréville normands dans lesquels il croit reconnaître Bero.
Les noms en -ville sont fréquents en Charente entre Barbezieux et Rouillac, ils seraient liés à des implantations franques après le VIe siècle en Aquitaine, comme au sud-est de Toulouse.
Homophonie fortuite avec Bréville (Calvados, Breitvilla 1080 - 1082 ; Brivilla 1108 - 1133) et Bréville (Manche, Brevilla 1056, 1172 ; Brehevilla s.d. [12e / 13e siècle]).

## Histoire
Après la chute de l'Empire romain et lors des grandes invasions, il ne reste pas de traces archéologiques ou écrites connues de Bréville et, ce, jusqu'à la construction de l'église au milieu du Moyen Âge, vers le XIIe siècle.
Bréville était le siège d'une vicairie relevant de l'abbaye, puis du diocèse de Maillezais.
L'église devient cure du diocèse de La Rochelle en 1648 comme le prieuré Saint-Benoît de Bréville dont elle était la chapelle[réf. nécessaire].
Les registres de l'état civil remontent à 1635.

## Administration
| Période                                  | Période  | Identité            | Étiquette | Qualité     |
| ---------------------------------------- | -------- | ------------------- | --------- | ----------- |
| 1995                                     | 2010     | Jean-Loup Mercier   | PS        | Viticulteur |
| 2010                                     | 2014     | Jean-Marie Rousteau | -         | Viticulteur |
| 2014                                     | En cours | Mehdi Kalai         |           |             |
| Les données manquantes sont à compléter. |          |                     |           |             |

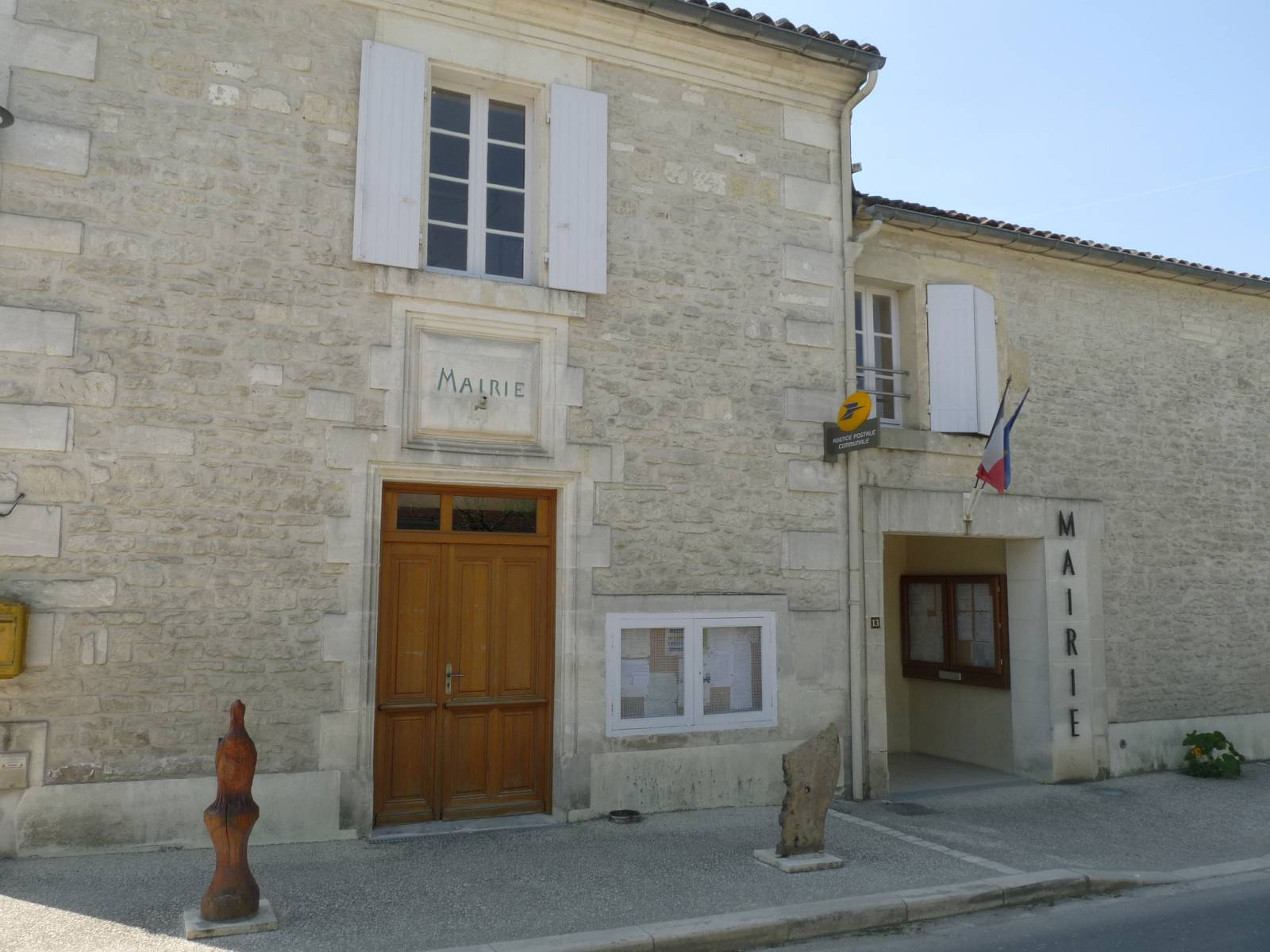
La mairie de Bréville.

Lors de l'élection présidentielle de 2007, au second tour, il y a eu 327  votants pour 387 inscrits (84,50 %), qui ont donné 145 voix à Nicolas Sarkozy et 168 voix à Ségolène Royal et lors de l'élection législative de 2007, au second tour, il y a eu  243 votants (62,79 %) qui ont donné  128 voix à Marie-Line Reynaud la candidate socialiste qui a été élue et 109 voix à Jérôme Mouhot le maire de Cognac et candidat UMP.

### Intercommunalité
Bréville fait partie de la communauté d'agglomération du Grand Cognac depuis sa création.

### Fiscalité
La fiscalité est d'un taux de 16,70 % sur le bâti, 49,90 % sur le non bâti, et 7,65 % pour la taxe d'habitation (chiffres 2007).
La communauté de communes de Cognac prélève 12,14 % de taxe professionnelle.

## Urbanisme

### Typologie
Au 1er janvier 2024, Bréville est catégorisée commune rurale à habitat dispersé, selon la nouvelle grille communale de densité à 7 niveaux définie par l'Insee en 2022.
Elle est située hors unité urbaine. Par ailleurs la commune fait partie de l'aire d'attraction de Cognac, dont elle est une commune de la couronne,. Cette aire, qui regroupe 44 communes, est catégorisée dans les aires de 50 000 à moins de 200 000 habitants,.

### Occupation des sols
L'occupation des sols de la commune, telle qu'elle ressort de la base de données européenne d’occupation biophysique des sols Corine Land Cover (CLC), est marquée par l'importance des territoires agricoles (92,1 % en 2018), une proportion sensiblement équivalente à celle de 1990 (91,8 %). La répartition détaillée en 2018 est la suivante : 
cultures permanentes (37 %), zones agricoles hétérogènes (32,2 %), terres arables (23 %), forêts (7,9 %). L'évolution de l’occupation des sols de la commune et de ses infrastructures peut être observée sur les différentes représentations cartographiques du territoire : la carte de Cassini (XVIIIe siècle), la carte d'état-major (1820-1866) et les cartes ou photos aériennes de l'IGN pour la période actuelle (1950 à aujourd'hui).

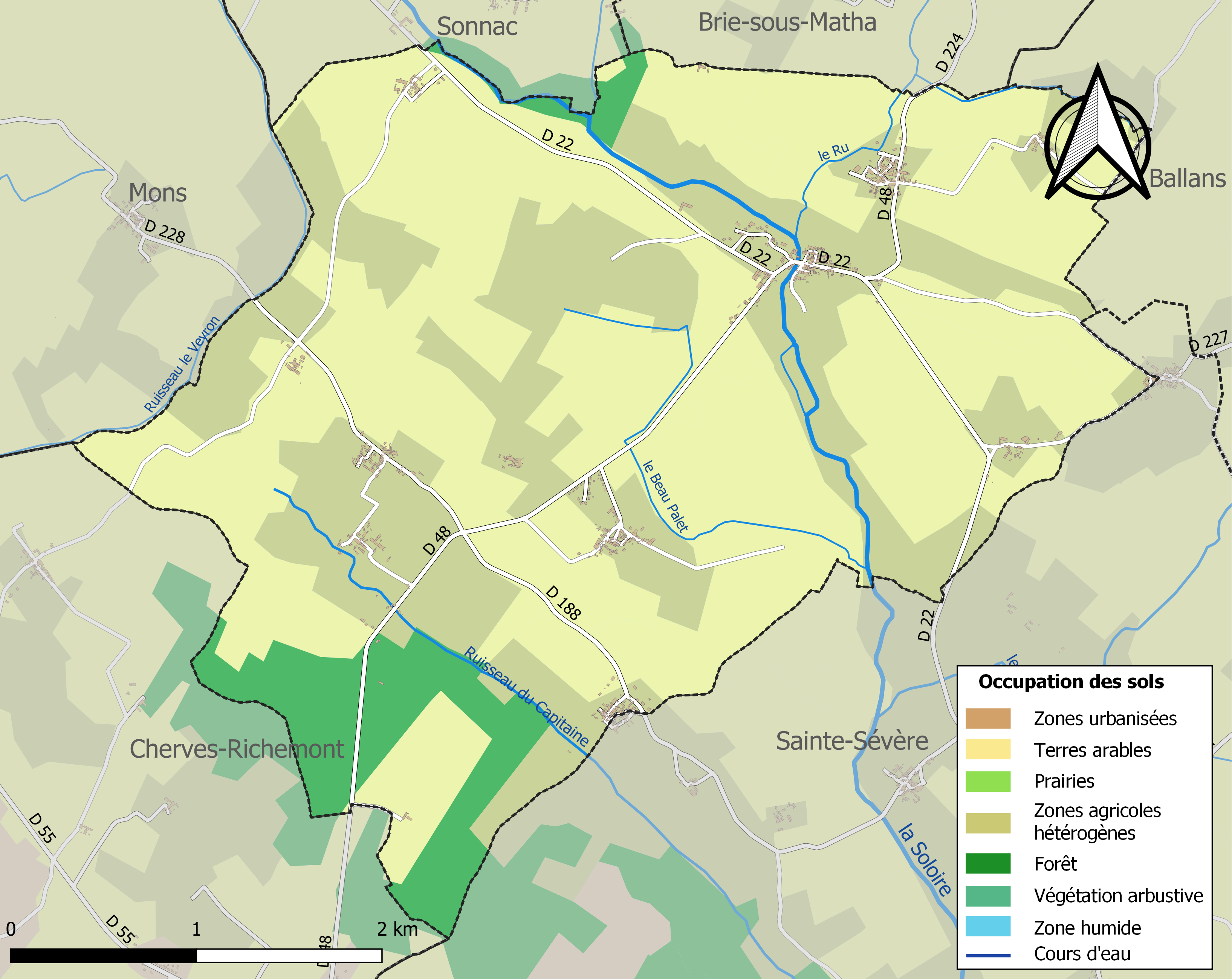
Carte des infrastructures et de l'occupation des sols de la commune en 2018 (CLC).

### Risques majeurs
Le territoire de la commune de Bréville est vulnérable à différents aléas naturels : météorologiques (tempête, orage, neige, grand froid, canicule ou sécheresse) et séisme (sismicité modérée). Un site publié par le BRGM permet d'évaluer simplement et rapidement les risques d'un bien localisé soit par son adresse soit par le numéro de sa parcelle.

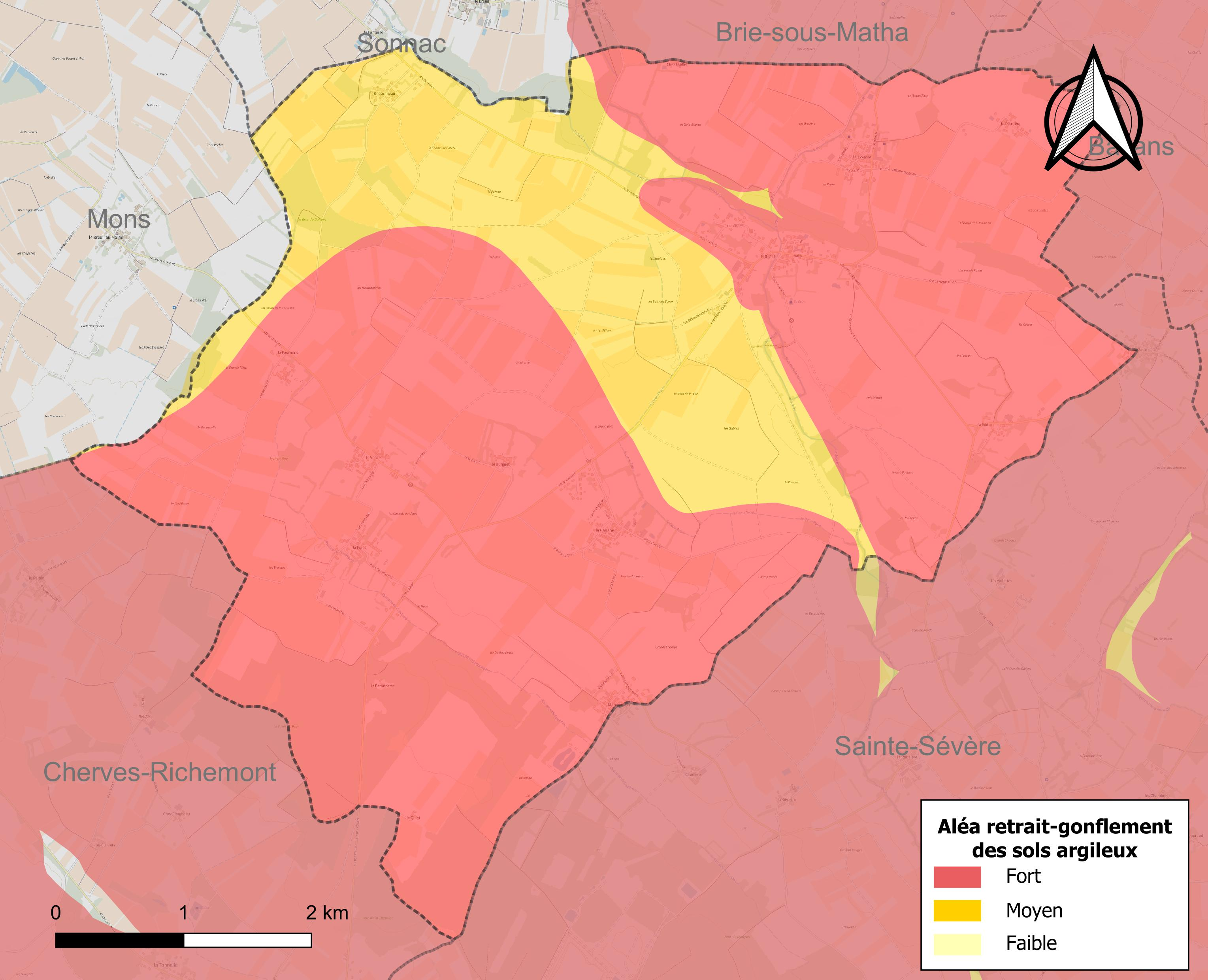
Carte des zones d'aléa retrait-gonflement des sols argileux de Bréville.

Le retrait-gonflement des sols argileux est susceptible d'engendrer des dommages importants aux bâtiments en cas d’alternance de périodes de sécheresse et de pluie. 99,9 % de la superficie communale est en aléa moyen ou fort (67,4 % au niveau départemental et 48,5 % au niveau national). Sur les 257 bâtiments dénombrés sur la commune en 2019,  257 sont en aléa moyen ou fort, soit 100 %, à comparer aux 81 % au niveau départemental et 54 % au niveau national. Une cartographie de l'exposition du territoire national au retrait gonflement des sols argileux est disponible sur le site du BRGM,.
Par ailleurs, afin de mieux appréhender le risque d’affaissement de terrain, l'inventaire national des cavités souterraines permet de localiser celles situées sur la commune.
La commune a été reconnue en état de catastrophe naturelle au titre des dommages causés par les inondations et coulées de boue survenues en 1982, 1992 et 1999. Concernant les mouvements de terrains, la commune a été reconnue en état de catastrophe naturelle au titre des dommages causés par la sécheresse en 1989, 2003, 2005 et 2009 et par des mouvements de terrain en 1999.

## Démographie

### Évolution démographique
L'évolution du nombre d'habitants est connue à travers les recensements de la population effectués dans la commune depuis 1793. Pour les communes de moins de 10 000 habitants, une enquête de recensement portant sur toute la population est réalisée tous les cinq ans, les populations de référence des années intermédiaires étant quant à elles estimées par interpolation ou extrapolation. Pour la commune, le premier recensement exhaustif entrant dans le cadre du nouveau dispositif a été réalisé en 2007.

En 2022, la commune comptait 440 habitants, en évolution de −9,09 % par rapport à 2016 (Charente : −0,48 %, France hors Mayotte : +2,11 %).
| 1793 | 1800 | 1806 | 1821 | 1831 | 1841 | 1846 | 1851 | 1856 |
| ---- | ---- | ---- | ---- | ---- | ---- | ---- | ---- | ---- |
| 526  | 616  | 624  | 741  | 760  | 791  | 775  | 824  | 769  |

| 1861 | 1866 | 1872 | 1876 | 1881 | 1886 | 1891 | 1896 | 1901 |
| ---- | ---- | ---- | ---- | ---- | ---- | ---- | ---- | ---- |
| 766  | 811  | 776  | 742  | 698  | 701  | 710  | 713  | 687  |

| 1906 | 1911 | 1921 | 1926 | 1931 | 1936 | 1946 | 1954 | 1962 |
| ---- | ---- | ---- | ---- | ---- | ---- | ---- | ---- | ---- |
| 633  | 552  | 477  | 518  | 507  | 470  | 473  | 490  | 469  |

| 1968 | 1975 | 1982 | 1990 | 1999 | 2006 | 2007 | 2012 | 2017 |
| ---- | ---- | ---- | ---- | ---- | ---- | ---- | ---- | ---- |
| 491  | 434  | 495  | 495  | 512  | 506  | 505  | 516  | 466  |

| 2022 | - | - | - | - | - | - | - | - |
| ---- | - | - | - | - | - | - | - | - |
| 440  | - | - | - | - | - | - | - | - |

### Pyramide des âges
La population de la commune est relativement âgée.
En 2018, le taux de personnes d'un âge inférieur à 30 ans s'élève à 27,9 %, soit en dessous de la moyenne départementale (30,2 %). À l'inverse, le taux de personnes d'âge supérieur à 60 ans est de 34,4 % la même année, alors qu'il est de 32,3 % au niveau départemental.
En 2018, la commune comptait 231 hommes pour 231 femmes, soit un taux de 50 % de femmes, légèrement inférieur au taux départemental (51,59 %).
Les pyramides des âges de la commune et du département s'établissent comme suit.
| Hommes | Classe d’âge | Femmes |
| ------ | ------------ | ------ |
| 0,4    | 90 ou +      | 0,9    |
| 5,2    | 75-89 ans    | 5,3    |
| 26,3   | 60-74 ans    | 30,7   |
| 23,8   | 45-59 ans    | 20,7   |
| 14,4   | 30-44 ans    | 16,4   |
| 14,5   | 15-29 ans    | 9,4    |
| 15,4   | 0-14 ans     | 16,6   |

| Hommes | Classe d’âge | Femmes |
| ------ | ------------ | ------ |
| 1      | 90 ou +      | 2,7    |
| 9,2    | 75-89 ans    | 12     |
| 20,6   | 60-74 ans    | 21,3   |
| 20,7   | 45-59 ans    | 20,3   |
| 16,8   | 30-44 ans    | 16     |
| 15,6   | 15-29 ans    | 13,4   |
| 16,1   | 0-14 ans     | 14,3   |

### Remarques
De 1851 à 1921 Bréville a perdu 30 % de sa population, surtout par exode rural. Actuellement elle réussit par ses initiatives volontaristes à stabiliser et même augmenter légèrement sa population.
La commune comprend 220 actifs avec un taux de chômage de 10 %.
Les 198 actifs ayant un emploi sont 118 hommes et 80 femmes dont 138 sont salariés et 60 non salariés.

## Économie

### Agriculture
Bréville est principalement agricole et viticole, avec 378 ha de vignes situées dans la région du vignoble d'appellation d'origine contrôlée cognac. La commune est classée dans les Fins Bois.
Un pôle bio s'est développé avec un producteur de miel et un GAEC qui produit sur 50 ha de terres des céréales et des légumes secs (lentilles, pois cassés, pois chiches), et sur 15 ha de vignes jus de raisin, vin de pays, pineau et cognac.

### Commerces
Les commerces sont représentés par un bar-restaurant-épicerie.

### Tourisme
La commune comporte deux gîtes ruraux.

### Artisanat

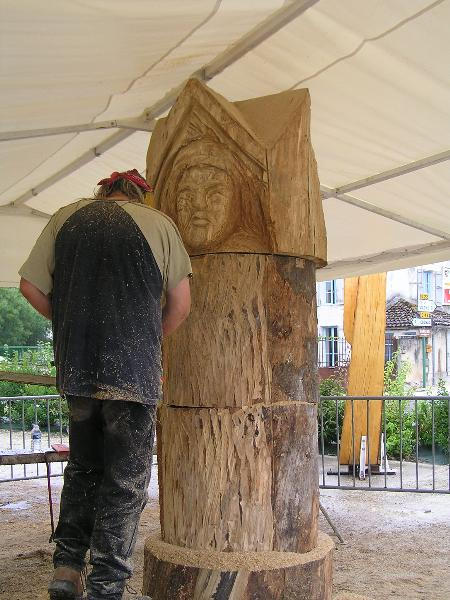
Passion du Bois 2007.

Bréville développe depuis 2001 un pôle d'activité autour des métiers d'art du bois : économie, animation, tourisme et éducation. De nombreuses actions sont mises en place : création d'ateliers, installation de professionnels métiers d'art, projets pédagogiques dans les écoles, expositions… Ce pôle bois a été créé avec le soutien de la communauté de communes de Cognac, du département de la Charente, de la région Poitou-Charentes et de la SEMA.
Quatre ateliers se sont installés, la menuiserie-ébénisterie de la Soloire, l'ébénisterie d’art "Le Bois en Vôlute", l'atelier de création de jouets en bois "Le Bois Enjoué", "Poupe" un atelier de tournage d’art et un atelier de marqueterie d’art. La commune souhaite à terme accueillir une dizaine d'artistes et d'artisans d'art du travail du bois.
Toute l'année, on peut admirer les sculptures qui habillent le bourg et venir à la rencontre des artisans dans leurs ateliers.
Les temps forts des métiers d'art du bois sont une résidence d'artistes tous les deux ans[pas clair] et le festival « Art et Passion du Bois » qui se tient à Bréville tous les deux ans à la fin du mois d'août. Au programme, toute la semaine un métier est mis à l'honneur par le biais d'une exposition, de conférences, de démonstrations et de stages d'initiation. Le dernier week-end, les rues du bourg sont investies par un concours européen de tournage d'art en public, une expo-vente des métiers d'art du bois et des animations pour petits et grands. Le festival a accueilli 10 000 visiteurs en 2003 et 15 000 en 2004[réf. nécessaire].

## Équipements, services et vie locale

### Enseignement

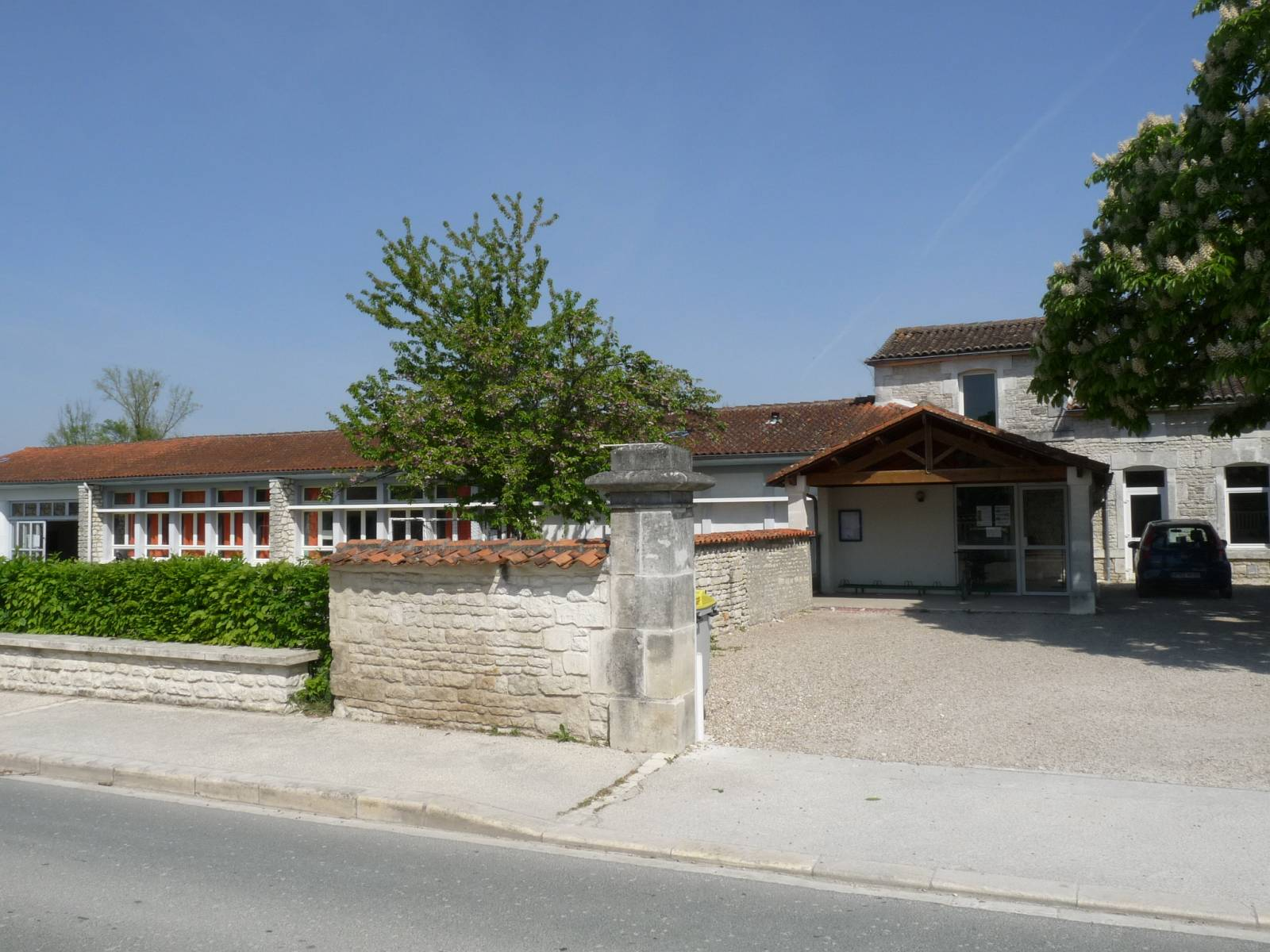
L'école.

L'école est un regroupement pédagogique intercommunal entre Bréville et Cherves-Richemont. Cherves-Richemont accueille l'école maternelle et Bréville l'école élémentaire.

### Services publics
Bréville a conservé une agence postale.
Tous les autres services publics sont à Cognac.

### Santé
Les équipements sont sur les communes proches et l'hôpital à Cognac.

### Vie culturelle, associative et sportive
- Art et Bois à Bréville qui organise le festival annuel
- Comité des fêtes
- Société de chasse
- L'Étoile sportive
- Association des parents d'élèves

## Lieux et monuments

### Patrimoine religieux
L'église paroissiale Saint-Benoît est toujours au centre du cimetière qui doit dater du XIIe siècle. Datant des XIIe et XIIIe siècles, elle était à l'origine un prieuré-cure dont le prieuré dépendait de l'abbaye bénédictine de Maillezais. Les piles d'entrée du chœur de l'église sont du XIIe siècle, le portail et la voute du chœur du XVe siècle. Elle est de plan en croix latine, à un vaisseau et la nef a été restaurée et revoûtée en 1881. Elle possède un escalier en vis sans jour.

L'église Saint-Benoît
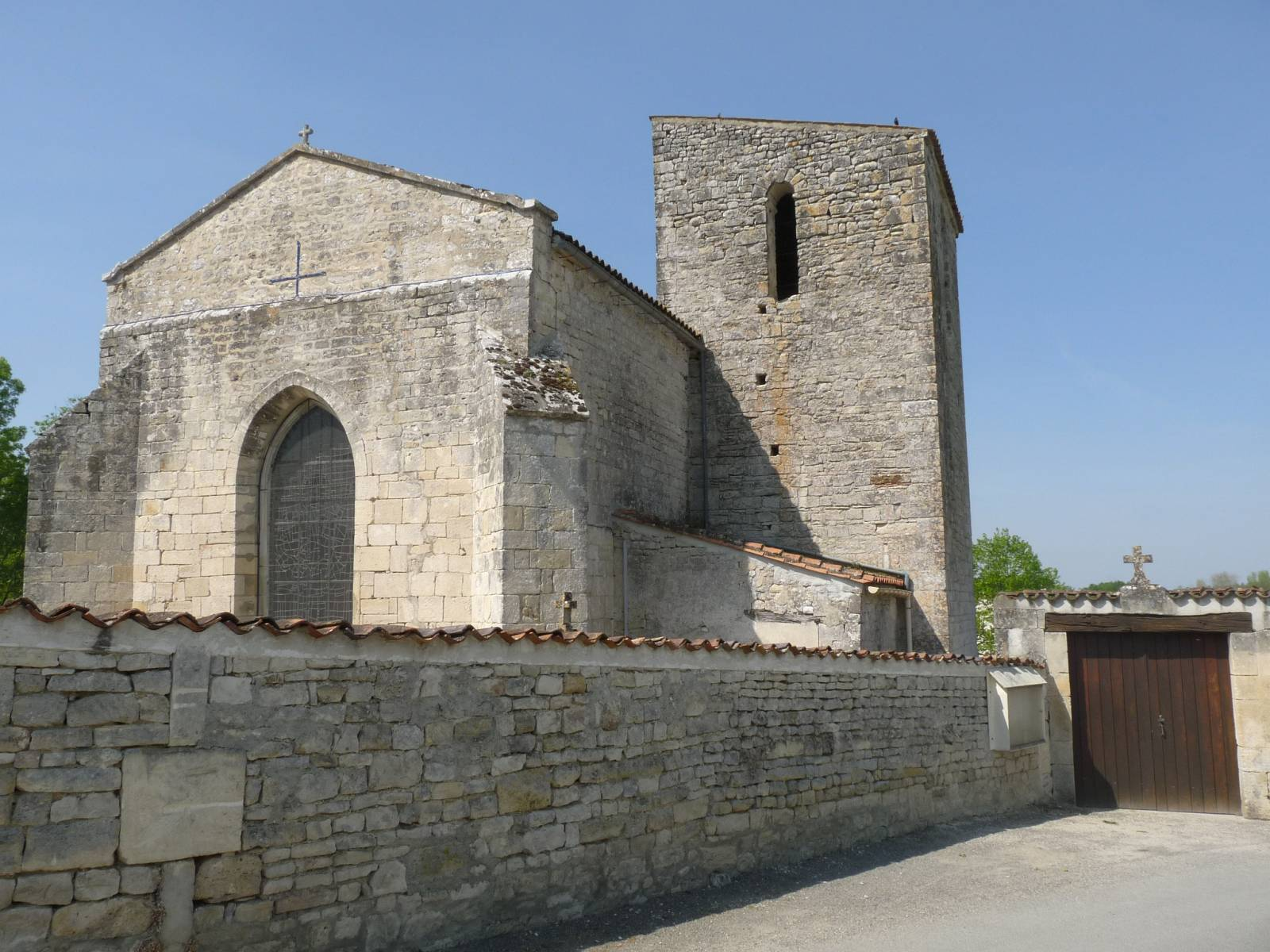
Vue d'ensemble.
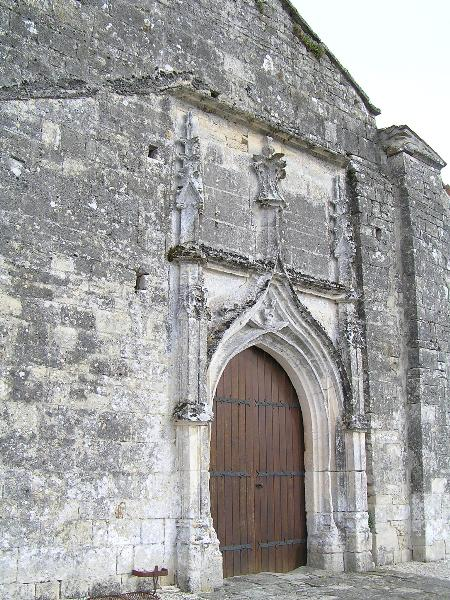
Le porche.

### Patrimoine civil et culturel

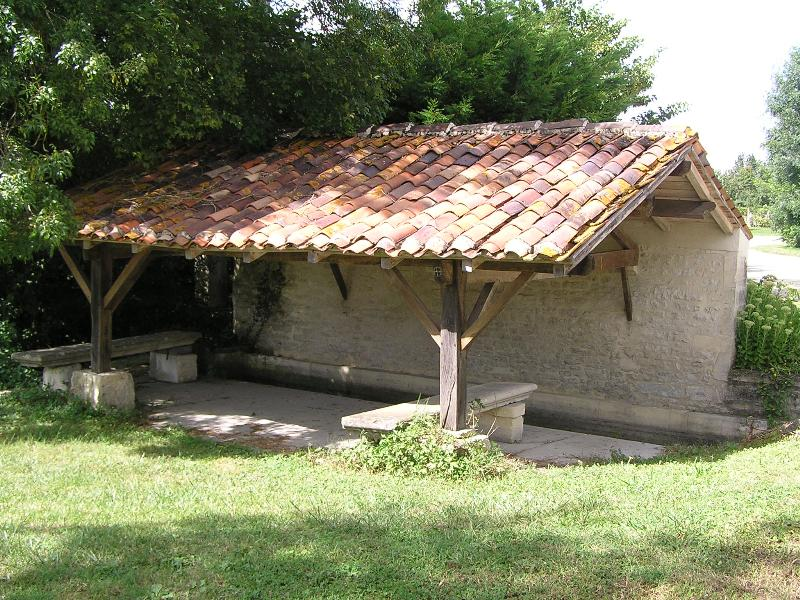
Lavoir.

Il n'existe plus que des vestiges du moulin sur la Soloire qui figure sur la carte de Cassini. Le lavoir de la Coudre est du XIXe siècle, comme la plupart des  fermes, bâtiments et porches charentais. Deux fermes à la Voûte sont du XVIIIe siècle.
Les sculptures monumentales décorent le village qui présente une exposition permanente d'œuvres d'art en bois et les ateliers d'art, jeux et jouets, ébénisterie d'art, tournage, marqueterie peuvent être visités. Trois sculpteurs du village québécois Saint-Jean-Port-Joli, Maurice Harvey, Denys Heppel et Clermont Gagnon, ont créé l'horloge sculptée qui est sur la place du bourg. Un jumelage entre Bréville et Saint-Jean-Port-Joli est envisagé.

Sculptures sur bois
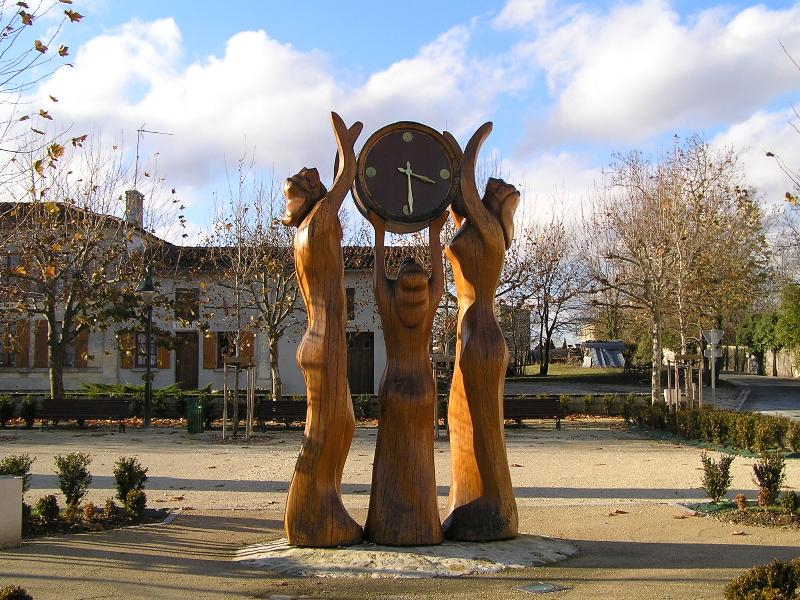
Horloge sculptée sur la place du bourg.
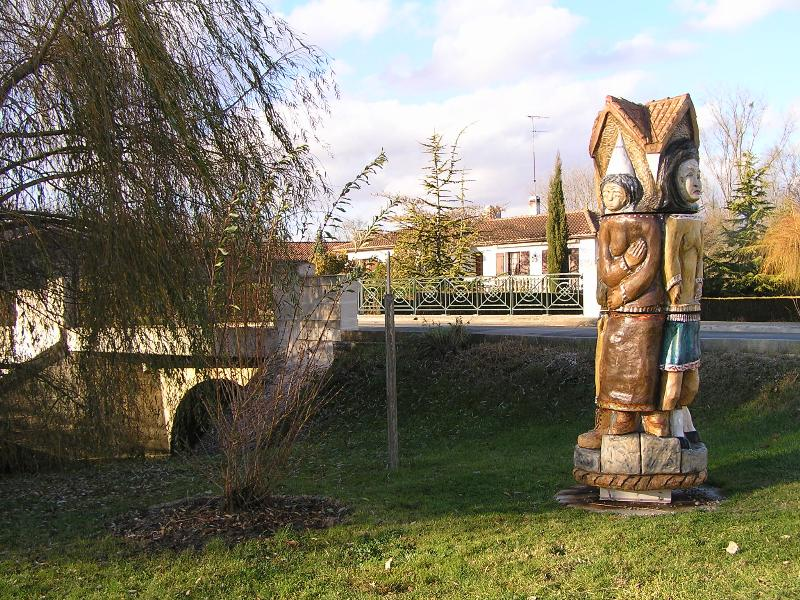
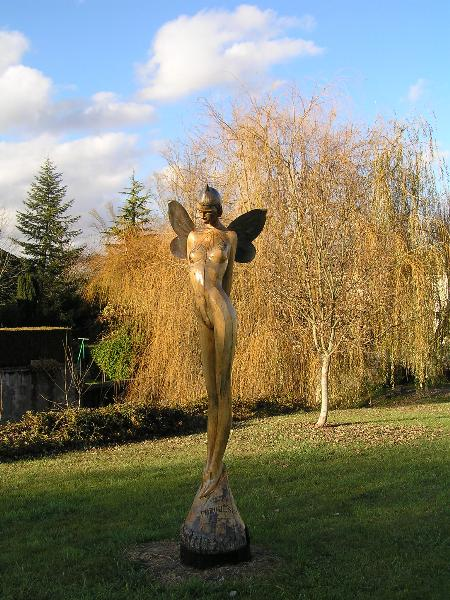

### Patrimoine environnemental
- L'étang de la Coulée, étang de pêche privé.
- Sentier de randonnée local.

## Personnalités liées à la commune
- L'amiral Loizeau, né à Bréville (1869-1945),
- Jacques Pras, ancien coureur cycliste, né à Bréville en 1924.

## Héraldique
| Blason de Bréville | Blason  | Coupé : au 1er parti au I de gueules à la grappe de raisin feuillée de deux pièces d'argent, au II d'argent au chêne coupé de tenné, englanté d'or et feuillé de sinople, au 2e d'azur à trois fermaux contournés d'or. |
| Blason de Bréville | Détails | Adopté le 4 décembre 2023. |